# Spilopimpla rufithorax
Spilopimpla rufithorax là một loài tò vò trong họ Ichneumonidae.